# Моя земля
«Моя земля» (дат. Under sandet, дословно — «Под песком») — художественный фильм режиссёра Мартина Зандвлиета, вышедший на экраны в 2015 году. Военная драма совместного датско-германского производства о судьбе пленных войск нацистской Германии после окончания Второй мировой войны. Лента получила три премии «Бодиль» в номинациях «лучший фильм», «лучший актёр» и «лучший актёр второго плана». В декабре 2016 года фильм попал в шорт-лист из 9 картин-претендентов на премию «Оскар» в номинации «Лучший фильм на иностранном языке», в январе 2017 года вошёл в число номинантов, однако премию так и не получил.

## Сюжет
В мае 1945 года британские военные передают несколько сотен немецких военнопленных молодого возраста под надзор датских вооружённых сил. Им поручается извлечение и уничтожение тысяч мин, которые были заложены немецкими военными частями на западном побережье полуострова Ютландия для обезвреживания британских отрядов в случае их высадки на территории Дании. Одно из таких подразделений отдают под командование датскому сержанту Расмуссену.

## В ролях
| Актёр                 | Роль                            |
| --------------------- | ------------------------------- |
| Роланд Мёллер         | сержант Карл Леопольд Расмуссен |
| Миккель Фёльсгор      | капитан Эббе Йенссен            |
| Лаура Бро             | Карин                           |
| Луис Хофман           | Себастьян Шуман                 |
| Йоэль Басман          | Гельмут Морбах                  |
| Оскар Бёкельман       | Людвиг Хаффке                   |
| Эмиль Бельтон         | Эрнст Лесснер                   |
| Оскар Бельтон         | Вернер Лесснер                  |
| Леон Зайдель          | Вильгельм Леберн                |
| Карл Александр Зайдер | Манфред                         |
| Максимилиан Бек       | Август Клюгер                   |
| Август Картер         | Рудольф Зельке                  |
| Тим Бюлов             | Герман Маркляйн                 |
| Александер Раш        | Фридрих Шнурр                   |
| Юлиус Кохинке         | Йоханн Вольфф                   |
| Аарон Кошута          | Густав Беккер                   |
| Левин Хеннинг         | Альберт Бевер                   |
| Мадс Риисом           | Петер                           |

## Съёмки
Съёмки проходили в течение двух месяцев с июля по август 2014 года. Фильм был снят в исторически достоверных местах, в том числе в лагере военнопленных Оксбель и помещениях в Варде.

## Критика
На веб-агрегаторе Rotten Tomatoes «Моя земля» имеет рейтинг 78 %, основанный на 9 отзывах, со средней оценкой 7,1 из 10. На сайте Metacritic фильму присвоен рейтинг 75 из 100 на основе 26 одобрительных отзывов.

## Награды
Картина «Моя земля» признана лучшим скандинавским фильмом на Международном кинофестивале в Гётеборге, получила несколько престижных кинопремий и поучаствовала ещё в целом ряде фестивалей.
| Награды и номинации | Награды и номинации                   | Награды и номинации                         | Награды и номинации          | Награды и номинации | Награды и номинации |
| Год                 | Кинопремия / Кинофестиваль            | Категория                                   | Номинант                     | Результат           |                     |
| ------------------- | ------------------------------------- | ------------------------------------------- | ---------------------------- | ------------------- | ------------------- |
| 2015                | Гамбургский кинофестиваль             | Награда Art Cinema                          | Мартин Зандвлиет             | Номинация           |                     |
| 2015                | Гамбургский кинофестиваль             | Продюсерская премия                         | Мальте Грюнерт, Микаэль Рикс | Номинация           |                     |
| 2015                | Международный кинофестиваль в Торонто | Platform Prize                              | Мартин Зандвлиет             | Номинация           |                     |
| 2015                | Токийский кинофестиваль               | «Токийская сакура»                          | «Моя земля»                  | Номинация           |                     |
| 2015                | Токийский кинофестиваль               | Лучший актёр                                | Роланд Мёллер, Луис Хофманн  | Победа              |                     |
| 2015                | Хихонский кинофестиваль               | Приз зрительских симпатий                   | Мартин Зандвлиет             | Победа              |                     |
| 2016                | Бодиль                                | Лучший фильм                                |                              | Победа              |                     |
| 2016                | Бодиль                                | Лучший актёр                                | Роланд Мёллер                | Победа              |                     |
| 2016                | Бодиль                                | Лучший актёр второго плана                  | Луис Хофманн                 | Победа              |                     |
| 2016                | Премия Европейской киноакадемии       | Лучший европейский кинооператор             | Камилла Эльм                 | Победа              |                     |
| 2016                | Премия Европейской киноакадемии       | Лучший европейский художник по костюмам     | Стефани Бикер                | Победа              |                     |
| 2016                | Премия Европейской киноакадемии       | Лучший европейский художник по гриму        | Барбара Кройцер              | Победа              |                     |
| 2016                | Пекинский международный кинофестиваль | Лучший актёр                                | Луис Хофманн                 | Победа              |                     |
| 2016                | Роттердамский кинофестиваль           | Приз зрительских симпатий                   | Мартин Зандвлиет             | Победа              |                     |
| 2016                | Роттердамский кинофестиваль           | Награда MovieZone                           | Мартин Зандвлиет             | Победа              |                     |
| 2016                | Международный кинофестиваль в Сиднее  | Лучший фильм                                | Мартин Зандвлиет             | Номинация           |                     |
| 2016                | Гётеборгский кинофестиваль            | приз «Дракон» за лучший скандинавский фильм | Мартин Зандвлиет             | Победа              |                     |
| 2016                | Гонконгский кинофестиваль             | премия SIGNIS                               | Мартин Зандвлиет             | Победа              |                     |
| 2016                | Национальный совет кинокритиков США   | Пятёрка лучших фильмов на иностранном языке | Мартин Зандвлиет             | Победа              |                     |
| 2016                | Кинопремия Северного совета           | Лучший фильм                                | Мартин Зандвлиет             | Номинация           |                     |
| 2017                | Оскар                                 | Лучший фильм на иностранном языке           |                              | Номинация           |                     |